# Nueva Liga Popular Sueca
La Nueva Liga Popular Sueca (en sueco: Nysvenska folkförbundet) era una organización nacionalsocialista en Suecia. Fue fundada el 19 de enero de 1930, cuando los miembros del Partido Nacional Socialista del Pueblo de Suecia, en el oeste de Suecia, se rebelaron contra el líder del partido Konrad Hallgren. Stig Bille fue el líder de la Nueva Liga Popular de Suecia. El 15 de marzo de 1930, la organización comenzó a publicar Vår Kamp ('Nuestra lucha') como su órgano. El 1 de octubre de 1930, la organización se fusionó con la Nueva Liga Nacional Sueca.
En Upsala, Per Engdahl fue un miembro destacado de la organización.